# Condensador (química)

Condensador Liebig

Um condensador tem como finalidade condensar vapores gerados pelo aquecimento de líquidos em processos de destilação simples.
Ele é dividido em duas partes: Uma onde passa o vapor que se tem interesse em condensar e outra onde passa um líquido (normalmente água) resfriado para baixar a temperatura interna do condensador.
Um vapor aquecido entra no condensador e encontra uma superfície com uma temperatura inferior ao seu ponto de ebulição, e então condensa (ou liquefaz).
Existem basicamente dois métodos de funcionamento. Os condensadores de Friedrich e Allihn são exemplos, respectivamente:

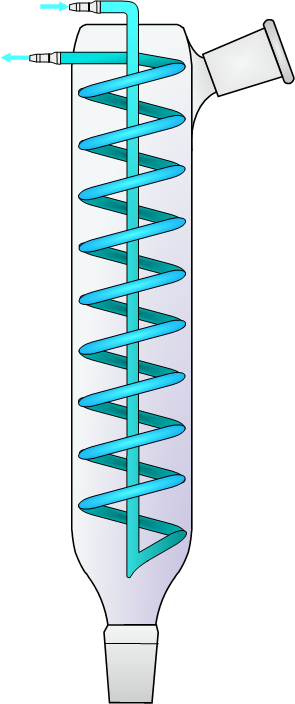
Condensador Friedrich

| No Condensador Friedrich geralmente um Balão de destilação é acoplado em cada bocal. O vapor gerado no primeiro balão circula na câmara maior e a água resfriada circula na serpentina. Ao entrar em contato com a superfície resfriada da serpentina, o vapor condensa e escorre pelas paredes internas, sendo coletado no segundo balão.                                  |

Condensador Allihn

| No Condensador Allihn a água, responsável pelo arrefecimento do sistema, circula externamente e o vapor internamente nas "bolhas", escorrendo e sendo recolhido na parte inferior. Nesse tipo de condensador a água deve ser injetada na parte inferior e recolhida na superior para que a câmara se mantenha sempre cheia de líquido e torne o equipamento mais eficiente. |